# Ronny Listner
Ronny Listner (Karl-Marx-Stadt, RDA, 20 de julio de 1978) es un deportista alemán que compitió en bobsleigh en la modalidad cuádruple.
Ganó una medalla de bronce en el Campeonato Mundial de Bobsleigh de 2008 y tres medallas en el Campeonato Europeo de Bobsleigh entre los años 2010 y 2012. Participó en los Juegos Olímpicos de Vancouver 2010, ocupando el cuarto lugar en la prueba cuádruple.

## Palmarés internacional
| Campeonato Mundial | Campeonato Mundial    | Campeonato Mundial | Campeonato Mundial |
| Año                | Lugar                 | Medalla            | Prueba             |
| ------------------ | --------------------- | ------------------ | ------------------ |
| 2008               | Altenberg (Alemania)  | Medalla de bronce  | Cuádruple          |
| Campeonato Europeo |                       |                    |                    |
| Año                | Lugar                 | Medalla            | Prueba             |
| 2010               | Igls (Austria)        | Medalla de bronce  | Cuádruple          |
| 2011               | Winterberg (Alemania) | Medalla de plata   | Cuádruple          |
| 2012               | Altenberg (Alemania)  | Medalla de bronce  | Cuádruple          |